# 木月あかり
木月 あかり（きづき あかり、1994年4月20日 - ）は、日本の女優。元宝塚歌劇団雪組の男役。
兵庫県姫路市、賢明女子学院中学校出身。身長171cm。愛称は「あかり」。宝塚歌劇団時代の芸名は叶海 世奈（かなみ せな）。
所属事務所はボックスコーポレーション。

## 来歴
2010年、宝塚音楽学校入学。
2012年、宝塚歌劇団に98期生として入団。入団時の成績は28番。宙組公演「華やかなりし日々／クライマックス」で叶海世奈として初舞台。
2013年、組まわりを経て雪組に配属。
2018年9月2日、「凱旋門／Gato Bonito!!」東京公演千秋楽をもって、宝塚歌劇団を退団。
退団後はボックスコーポレーション所属となり、木月あかりと改名して芸能活動を再開。

## 宝塚歌劇団時代の主な舞台

### 初舞台
- 2012年4 - 5月、宙組『華やかなりし日々』『クライマックス』（宝塚大劇場）

### 組まわり
- 2012年6 - 7月、宙組『華やかなりし日々』『クライマックス』（東京宝塚劇場）
- 2012年10 - 12月、雪組『JIN-仁-』『GOLD SPARK!-この一瞬を永遠に-』

### 雪組時代
- 2013年4 - 7月、『ベルサイユのばら-フェルゼン編-』
- 2013年11 - 2014年2月、『Shall we ダンス?』『CONGRATULATIONS 宝塚!!』
- 2014年6 - 8月、『一夢庵風流記 前田慶次』 - 新人公演：織田信長（本役：透真かずき）／鷹丸（本役：煌羽レオ）『My Dream TAKARAZUKA』
- 2014年10月、『伯爵令嬢』（日生劇場） - ジョセフ
- 2015年1 - 3月、『ルパン三世 -王妃の首飾りを追え!-』 - 新人公演：オランド長官（本役：朝風れい）『ファンシー・ガイ!』
- 2015年7 - 10月、『星逢一夜（ほしあいひとよ）』 - 新人公演：悪童たち（本役：桜路薫）『La Esmeralda（ラ エスメラルダ）』
- 2016年2 - 5月、『るろうに剣心』 - 新人公演：関原音吉（本役：奏乃はると）／瓦版売り（本役：真那春人）
- 2016年6 - 7月、『ドン・ジュアン』（KAAT神奈川芸術劇場・ドラマシティ）
- 2016年10 - 12月、『私立探偵ケイレブ・ハント』 - 新人公演：映画監督（本役：奏乃はると）『Greatest HITS!』
- 2017年2月、『星逢一夜（ほしあいひとよ）』 - 悪童／奥平玄二郎『Greatest HITS!』（中日劇場）
- 2017年4 - 7月、『幕末太陽傳（ばくまつたいようでん）』 - 気病みの新公、新人公演：ガエン者権太（本役：星加梨杏）／杢兵衛大尽（本役：汝鳥伶）『Dramatic “S”!』
- 2017年11 - 2018年2月、『ひかりふる路（みち）〜革命家、マクシミリアン・ロベスピエール〜』 - フランソワ・ビュゾー、新人公演：ジャン＝マリー・ロラン（本役：透真かずき）／マリー＝アンヌの父（本役：桜路薫）『SUPER VOYAGER!』
- 2018年3 - 4月、『誠の群像』 - 井上源三郎『SUPER VOYAGER!』（全国ツアー）
- 2018年6 - 9月、『凱旋門』 - 市民男（絵描き）、新人公演：ビンダー（本役：久城あす）『Gato Bonito!!』 退団公演

## 宝塚歌劇団退団後の主な活動

### ドラマ
- WOWOWオリジナルドラマ青野くんに触りたいから死にたい（2022年3月、WOWOW）水戸先生役[1]
- dTV オリジナルドラマ　嘘喰い -鞍馬蘭子-篇（2022年2月、dTV）最上妙子役[1]
- NHK 総合わげもん〜長崎通訳異聞〜（2022年1月、NHK）季蝶役[1]
- Paraviオリジナルドラマ東京、愛だの、恋だの（2021年9月、Paravi）[1]
- 警視庁・捜査一課長season5 第6話（2021年5月、テレビ朝日）久野一夏役[1]
- 八月は夜のバッティングセンターで。 第7話（2021年8月25日、テレビ東京）松岡玲子役[1]
- 名探偵は君だ～怪奇都市伝説殺人事件 第1話 解決編（2021年4月、ひかりTV / dTVチャンネル）[1]
- 名探偵は君だ～怪奇都市伝説殺人事件 第1話 事件編（2021年4月、ひかりTV / dTVチャンネル）[1]
- 連続テレビ小説 おちょやん（2021年1月、NHK）遠山弥生役[4]
- 彼らを見ればわかること（2020年1月WOWOW）[1]

### 映画
- 釜石ラーメン物語（2023年5月）マリリン役[1]
- 劇場版　ルパンの娘 （2021年10月、東宝）[1]
- ラストリモートショー （2020年おうちで映画制作部）[1]

### 舞台
- ミュージカル座ブレイン・ストーム （2020年3月）黄色いドレスの女役[1]
- ミュージカル小公女セーラ（2019年11月）アメリア・ミンチン役[1]

### CM
- 共栄火災 [1]
- 顧問バンク[1]